# Vahid Halilhodžić
Vahid Halilhodžić (Jablanica, 15 d'octubre de 1952) és un futbolista bosnià. Va disputar 15 partits amb la selecció de Iugoslàvia.

## Estadístiques
| Selecció de Iugoslàvia | Selecció de Iugoslàvia | Selecció de Iugoslàvia |
| Anys                   | Partits                | Gols                   |
| ---------------------- | ---------------------- | ---------------------- |
| 1976                   | 2                      | 0                      |
| 1977                   | 1                      | 0                      |
| 1978                   | 3                      | 4                      |
| 1979                   | 0                      | 0                      |
| 1980                   | 1                      | 0                      |
| 1981                   | 5                      | 4                      |
| 1982                   | 2                      | 0                      |
| 1983                   | 0                      | 0                      |
| 1984                   | 0                      | 0                      |
| 1985                   | 1                      | 0                      |
| Total                  | 15                     | 8                      |